# Hatia Buniatišvili
Hatia Buniatišvili, gruzijski ხატია ბუნიათიშვილი, (Tbilisi, 21. lipnja 1987.) je gruzijska pijanistica 
Održala je svoj prvi koncert sa šest godina s komornim orkestrom u Tbilisiju. Pohađala je glazbenu školu u Tbilisiju. Od 2004. do 2006. studirala je na Konzervatoriju u Tbilisiju. Godinu dana živjela je u Beču, gdje je studirala u klasi Olega Maisenberga na Sveučilištu za glazbu i izvedbene umjetnosti". 
Usavršavala se na majstorskim tečajevima kod Claudea Francka u Verbieru, kod François-René Duchablea u Annecyju i Parizu. Nastupala je na festivalima u mjestima kao što su: Verbier, Gstaad, Luzern, St. Moritz, Prag, Pariz, Beč, Moskva. 
Godine 2005. s komornim orkestrom Ubs Verbier Festival Chamber Orchestra bila je na turneji u Ženevi, Zürichu, Bruxellesu i Nantesu. Godine 2006. nastupala je s filharmonijom u Sankt-Peterburgu. Osvojila je nagradu Borletti-Buitoni 2010. godine. a iste godine nastupala je u Carnegie Hallu u New Yorku. 2015. godina ima nastup povodom 70. godišnjice Ujedinjenih naroda. Objavila je tri albuma.

## Diskografija
- 2011. - Franz Liszt,  solo piano album (Sony Classical)

- 2012. - Chopin s Pariškim orkestrom pod ravnanjem Paava Järvija (Sony Classical)

- 2014. - Motherland, solo piano album (Sony Classical)